# Cotisone
Cotisone (latino: Cotiso; fl. I secolo a.C.) fu un re dei Daci che guerreggiò contro i Romani, venendo infine sconfitto.

## Biografia
Cotisone guidava i Daci (o i Geti) che vivevano a nord del Danubio; quando il 
fiume gelava, Cotisone e il suo esercito lo attraversavano, colpendo i territori romani a sud. Ottaviano, in base alla testimonianza di Marco Antonio, volle stringere una alleanza con Cotisone: propose al re barbaro di sposarne la figlia, mentre questi avrebbe dovuto sposare la figlia di Ottaviano, Giulia maggiore. Quando però Cotisone tradì gli accordi, l'alleanza e i relativi matrimoni sfumarono.
In seguito, Cotisone fu sconfitto e deposto da un generale di Ottaviano, Lentulo. Orazio, in una ode, dice di non preoccuparsi per la sicurezza di Roma, in quanto l'esercito di Cotisone è stato sconfitto.